# عبدالباقی نهاوندی
عبدالباقی ناونی معروف به «باقی» شرح‌حال‌نویس، مورخ و شاعر در ۹۷۸ در روستای چولک نهاوند به دنیا آمد و در ۱۰۴۲ در هند درگذشت. پدرش «خواجه‌آقابابا» متخلص به «مدرکی» به فرمان شاه عباس صفوی به وزارت و نظارت همدان منصوب بوده‌است. باقی در روزگار وزارت پدر و برادر مدتی در همدان و چندی در سمنان و بسطام و دیلمان و لاهیجان و فارس و یزد، عهده‌دار وزارت و مسئولیتهای دولتی بود و بعدها مسئول املاک خالصه در کاشان شد. پس از شنیدن وصف شاعرنوازی عبدالرحیم خان‌خانان سپهسالار هندی و علاقة او به تربیت اهل ادب، در ۱۰۰۷ غزلی در دعاگویی و حسرت دوری از بزم او سرود و میرعماد قزوینی خوشنویس قرن دهم آن را به خطّ خوش نوشت. همین نکته سبب شد که برخی مثل سعید نفیسی به اشتباه باقی را خوشنویس بدانند.
پس از کشته شدن «آقاخضر» جانشین او شد، اما به سبب اشتیاق به محضر خان خانان و بی‌توجهی صفویان به شعر و شاعری، و حسادت اطرافیان، ایران را ترک کرد و بعد از زیارت عتبات عالیات در ذیقعدة ۱۰۲۳ به دربار خان خانان رفت.
در منابع موجود ذکری از دیوان او به میان نیامده است و از معاصران، فقط آقابزرگ تهرانی و احمد گلچین معانی به این مطلب اشاره کرده‌اند.
مهمترین اثر باقی کتاب «مآثر رحیمی» در تاریخ و رجال عهد مؤلف و ذکر احوال سلاطین «قراقوینلو» است که آن را به سفارش «خان خانان» در ۱۰۲۵ تألیف کرده و در آن آنچه را دیده و شنیده و از مقربان و معتمدان او پرسیده و بر آن آگاهی یافته، گردآورده است.